# Saaristoa ebinoensis
Saaristoa ebinoensis là một loài nhện trong họ Linyphiidae.
Loài này thuộc chi Saaristoa. Saaristoa ebinoensis được Ryoji Oi miêu tả năm 1979.